# Львов (аэропорт)
Междунаро́дный аэропо́рт «Львов» имени Даниила Галицкого, код ИАТА — LWO (укр. Міжнародний аеропорт «Львів» імені Данила Галицького) — международный аэропорт на Украине, занимает первое место по пассажиропотоку и разветвлённости маршрутной сети на Западной Украине, и третий после двух Киевских аэропортов. Расположен в черте города в 7 км от центра Львова к юго-западу. 
В рамках подготовки Львова к Чемпионату Европы по футболу «Евро-2012» международный аэропорт «Львов» был реконструирован по таким направлениям как: строительство нового пассажирского терминала, реконструкция старого аэровокзала, реконструкция взлётно-посадочной полосы (ВПП) с её удлинением.
До реконструкции пропускная способность Львовского аэропорта составляла 400 пассажиров в час на прилёт и 220 на вылет. Длина взлетно-посадочной полосы составляла 2510 м, с возможностью осуществления 8 самолёто-вылетов в час.
После завершения строительных и реконструкционных работ к июню 2012 года пропускная способность аэропорта «Львов» достигла 2000 пас/час. После удлинения ВПП равна 3305 м с возможностью обслуживания самолётов класса D. В настоящее время аэропорт способен осуществлять  22 самолёто-вылетов в час.

## Пассажиропоток аэропорта
| Год  | Число обслуженных пассажиров |
| ---- | ---------------------------- |
| 2004 | 100 000                      |
| 2005 | 110 000                      |
| 2007 | 147 000                      |
| 2009 | 452 300                      |
| 2010 | 481 900                      |
| 2011 | 296 900                      |
| 2012 | 576 000                      |
| 2013 | 701 000                      |
| 2014 | 585 200                      |
| 2015 | 570 570                      |
| 2016 | 738 000                      |
| 2017 | 1 080 000                    |
| 2018 | 1 597 700                    |

## Терминал «A»
Терминал категории «С», отвечает нормам ИATA. Пропускная способность пиковая: в обе стороны — 1 000 пас/час, в одну сторону — 700 пас/час.
Земельный участок терминала — 3,23 га. Площадь здания терминала — 39 000 м2, в том числе 1000 м2 — коммерческие площади (торговля и фуд-корты), 750 м2 — офисы авиакомпаний.29 стоек регистрации пассажиров, 18 стоек паспортного контроля,9 пунктов контроля прохождения на авиационную безопасность. Система информации о рейсах на дисплеях — FIDS и оборудование системами BMS, ODB, CUTE,BHS. Расчётный тип воздушных судов, обслуживаемых — «D» Boeing 767, Airbus 330. Количество аэромостов: 4 моста для B737. Удалённые стоянки: 2 стоянки для Boeing 767 и 5 стоянок для Boeing 737.

## Принимаемые воздушные суда
- Ан-12, Ан-22, Ан-24, Ан-26, Ан-30, Ан-124, Ан-148
- Ил-14, Ил-18, Ил-76(130т), Ил-62М
- Ту-134, Ту-154
- Як-40, Як-42
- Embraer 170, Embraer 195
- Boeing 737
- Boeing 757
- Boeing 767
- Boeing 777
- Boeing 747
- Airbus A320

Длина взлетно-посадочной полосы 3305 метров.
Ширина взлетно-посадочной полосы 45 метров.

## Происшествия
- 16 ноября 1959 года — пассажирский самолёт Ан-10А, рег. № CCCP-11167 (Украинское Управление Аэрофлота), следовавший рейсом Москва (Внуково) — Львов, потерпел крушение при посадке в аэропорту Львов. Погибло 40 человек (включая 8 членов экипажа).
- 26 февраля 1960 года — пассажирский самолёт Ан-10А, рег. № CCCP-11180, следовавший рейсом Киев (Жуляны) — Львов, потерпел крушение при посадке в аэропорту Львов. Погибло 32 человека (включая 8 членов экипажа). Один пассажир выжил.
- 23 декабря 1973 года — пассажирский самолёт Ту-124, рег. № CCCP-45044, следовавший рейсом Львов — Киев (Борисполь), вскоре после взлёта из а/п Львов потерпел крушение возле посёлка Винники из-за пожара в двигателе. Погибло 17 человек (включая 6 членов экипажа).
- 3 мая 1985 года — пассажирский самолёт Ту-134А, рег. № CCCP-65856 (Эстонское Управление Аэрофлота), следовавший рейсом Таллин — Львов — Кишинёв, при заходе на посадку в аэропорт по вине диспетчерской службы аэропорта столкнулся в воздухе в районе города Золочева с военным бортом Ан-26, вылетевшим из а/п Львов в направлении Москвы. Погибло соответственно 79 и 15 человек.
- 27 июля 2002 года — во время проведения авиашоу на военную часть аэродрома (к юго-западу от ВПП) упал истребитель Су-27 ВВС Украины. На земле в момент падения самолёта погибло 77 человек. 2 пилота самолёта катапультировались, выжили, и после судебного процесса были осуждены на длительные сроки.
- 4 октября 2019 года — транспортный самолёт Ан-12БК, рег. № UR-CAH (авиакомпания Украина-Аэроальянс) при подходе к аэропорту совершил вынужденную посадку в лес в 1300 метрах от торца полосы 31. Погибло 5 человек.